# نيكولا مازارينو
نيكولا مازارينو (بالإيطالية: Nicolás Mazzarino)‏ مواليد 21 أكتوبر 1975 في سالتو، أوروغواي، هو لاعب كرة سلة إيطالي بدأ مسيرته الاحترافية في سنة 1993 ويحمل الرقم 12. يبلغ طوله 5 قدم 11.25 بوصة (1.8 م).

## فرق لعب لها
- بالاكانسترو كانتو

## روابط خارجية
- نيكولا مازارينو على موقع الاتحاد الدولي لكرة السلة (الإنجليزية)
- نيكولا مازارينو على موقع الدوري الأوروبي لكرة السلة (الإنجليزية)
- نيكولا مازارينو على موقع كرة السلة الأوروبية.كوم (الإنجليزية)
- نيكولا مازارينو على موقع DraftExpress.com (الإنجليزية)
- نيكولا مازارينو على موقع ريلجم (الإنجليزية)
- نيكولا مازارينو على موقع بروبوليرز (الإنجليزية)
- نيكولا مازارينو على موقع سبورتس رفرنس (الإنجليزية)